# توشيهيرو يوشيمورا
توشيهيرو يوشيمورا (باليابانية: 吉村 寿洋) (28 يونيو 1971 في شيزوكا في اليابان – )؛ هو لاعب كرة قدم ياباني سابق كان يلعب كمدافع.

## وصلات خارجية
- توشيهيرو يوشيمورا على موقع رابطة كرة القدم اليابانية للمحترفين (اليابانية)
- توشيهيرو يوشيمورا على موقع عالم كرة القدم.نت (الإنجليزية)